# Viktorin ze Žerotína
Viktorin ze Žerotína (někdy též zmiňován jako Viktorín) (červenec 1570? – 11. září 1611, Hustopeče nad Bečvou) byl moravský šlechtic, politik, příslušník rodu Žerotínů, majitel panství Holešov, Hustopeče nad Bečvou, Kunovice, Starý Jičín a držitel několika biskupských lenních statků na Kelečsku.

## Život
Narodil se patrně v červenci 1570 do rodiny zemského soudce Karla ze Žerotína († 1600) na Valašském Meziříčí a Holešově a Johany Černčické z Kácova. Jeho otec byl ještě před tím ženatý s Markétou Berkovou z Dubé, ovšem toto manželství zůstalo bezdětné. Viktorin měl sourozence Viléma Bedřicha († okolo 1622), Vratislava († 1598), Marii Magdalenu (provdanou Haugvicovou), Žofii († 1591) a Annu. V mládí byl vychováván u dvora císaře Rudolfa II. a od konce 80. let 16. století začal působit v okruhu císařova bratra arcivévody Maxmiliána, v jehož službách se mu podařilo získat posty komorníka a kraječe. Arcivévodu doprovázel také v letech 1587–1588 na jeho neúspěšné vojenské výpravě do Polska, během níž se císařův bratr pokusil získat uvolněný polský trůn. Roku 1591 se Viktorin vypravil na studijní cestu po Apeninském poloostrově, během níž navštívil Řím či Sienu. Na sklonku ledna 1594 pak od olomouckého biskupa Stanislava Pavlovského z Pavlovic obdržel lenní statky Kladeruby, Komárovice, Kunčice, Němetice, Špičky, Horní a Dolní Těšice, Zámrsky a hospodářský dvůr Kamenec u Skaličky, rozkládající se v blízkosti biskupského panství Kelč. O rok později byl Pavlovským jmenován přísedícím manského soudu.
Po otcově smrti v roce 1600 se spolu s bratry ujal správy rodových majetků. Panství Holešov ale roku 1604 za 72 000 moravských zlatých odprodal Ladislavovi z Lobkowicz a o rok později se vzdal i svého podílu na Starém Jičíně, který postoupil bratrovi Vilémovi Bedřichovi. Roku 1610 se pak bratři zřekli i Kunovic u Uherského Hradiště, jež od nich zakoupil Jan Jetřich z Kunovic. Viktorinovou hlavní rezidencí byly převážně Hustopeče nad Bečvou, kde zřejmě dokončil renesanční přestavbu místního zámku, započatou již jeho otcem.
Ačkoliv se těšil přízni olomouckého biskupa i císaře Rudolfa II., jenž jej o svatokunhutském sněmu v březnu 1598 dosadil coby přísedícího do struktur moravského zemského soudu, měl blízko k luteránství; finančně podporoval luteránské farnosti v Holešově a ve Starém Jičíně a v roce 1610 odprodal svůj olomoucký městský dům Fridrichovi z Tiefenbachu, který v něm zřídil luteránskou modlitebnu. Vrcholem šlechticovy úspěšné kariéry byl zisk postu nejvyššího písaře moravského v roce 1599.

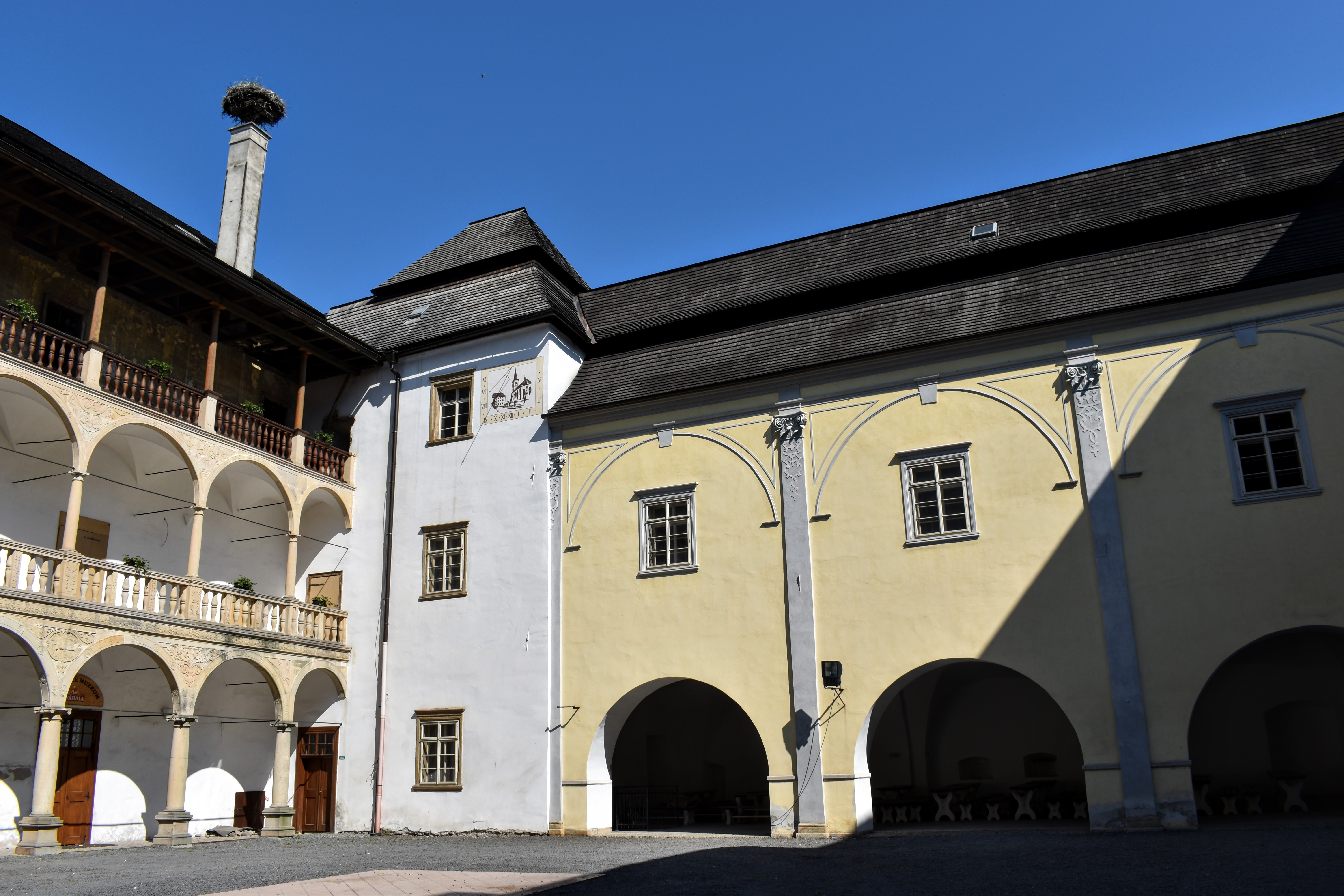
Arkádové nádvoří zámku v Hustopečích nad Bečvou

Roku 1608 nechal v Hustopečích nad Bečvou sepsat svůj testament, který se naplnil o tři roky později, kdy dne 11. září 1611 zemřel. Jeho ostatky byly uloženy do rodové hrobky, nacházející se v hustopečském farním kostele. Otcovského dědictví se ujala Viktorinova dcera Johanna Emílie, avšak ta Hustopeče nad Bečvou i s přilehlými biskupskými lény, jejichž celková hodnota dosahovala sumy 40 000 zlatých, prodala v roce 1617 svému strýci Vilémovi Bedřichovi ze Žerotína.

## Rodina
Poprvé se ženil v roce 1597 se slezskou šlechtičnou Polyxenou z Necheru, vdovou po Baltazarovi Pücklerovi z Groditz. Z prvního manželství vzešly dcery Johanna Emílie a Anna Marie. Po smrti své první manželky se Viktorin znova oženil roku 1608 s mladou Voršilou Žofií z Oppersdorfu, avšak z tohoto svazku již nevzešli žádní potomci. Několik měsíců po Viktorinově smrti se Voršila provdala za Jáchyma Ondřeje Šlika, pozdějšího předního aktéra českého stavovského povstání, roku 1621 popraveného na pražském Staroměstském náměstí.
Dcera Johanna Emílie byla od roku 1615 chotí Adama mladšího z Valdštejna, s nímž měla syny Jana Viktorina, Jana Karla a Karla Ferdinanda. Druhá Viktorinova dcera, Anna Marie, zřejmě zesnula už v dětském věku.